# Noel Ruíz
Noel Ruíz (Noel Ruíz Campanioni; * 18. Januar 1987 in Santiago de Cuba) ist ein kubanischer Sprinter, der sich auf den 400-Meter-Lauf spezialisiert hat.
Bei den Panamerikanischen Spielen 2011 in Guadalajara wurde er Fünfter im Einzelbewerb und siegte mit der kubanischen Mannschaft in der 4-mal-400-Meter-Staffel.
Bei den Olympischen Spielen 2012 in London gehörte er zur kubanischen Stafette, die im Finale nicht das Ziel erreichte.

## Persönliche Bestzeiten
- 200 m: 20,70 s, 27. Mai 2011, Havanna
- 400 m: 45,53 s, 27. Juli 2011, Barquisimeto